# アセチルニトロセルロース
アセチルニトロセルロース(Cellulose Acetate Nitrate、略：CAN)とはアセチルセルロースとニトロセルロースの中間的な物質でセルロースのグルコース単位の3つのヒドロキシ基のうち一個か二個をアセチル化して、残りをニトロ化したものである。
日本語では難燃化ニトロセルロースと呼ぶ場合もある。
ニトロ基2個とアセチル基1個の場合とニトロ基1個とアセチル基2個の場合があり物性が異なる。
基本的な物性は難燃性でありながら焼尽性を持ち、高い機械的強度を持つ。
この性質を利用して、軍用では焼尽性容器の材料やガンパウダーの材料に用いられる。
RDXと混合したCAN-RDXガンパウダーはLOVA火薬のM43プロペラントとしてアメリカ軍で正式採用されている。
難燃性の性質を高める場合には不燃性の高いアセチルブチルセルロースと混合する場合もある。